# Атцара
Атцара (італ. Atzara, сард. Atzara) — муніципалітет в Італії, у регіоні Сардинія,  провінція Нуоро.
Атцара розташована на відстані близько 360 км на південний захід від Рима, 90 км на північ від Кальярі, 45 км на південний захід від Нуоро.
Населення — 1185 осіб (2014).
Щорічний фестиваль відбувається 13 листопада. Покровитель — Sant'Antioco.

## Демографія
Населення за роками:

Станом на 1 січня 2023 року в муніципалітеті офіційно проживало 17 іноземців з 3 країн, серед них 13 громадян країн Євросоюзу.

## Сусідні муніципалітети
- Бельві
- Меана-Сардо
- Самугео
- Соргоно